# Foëcy
Foëcy é uma comuna francesa na região administrativa do Centro, no departamento Cher. Estende-se por uma área de 16,15 km². Em 2010 a comuna tinha 2 116 habitantes (densidade: 131 hab./km²).